# Vermicelles
Vermicelle nebo Vermicelles (pravděpodobně z latinského vermiculus ‚červíček‘ či ‚žížalka‘) je švýcarský dezert z kaštanového pyré. Dezert pochází z jižního Švýcarska, ale dnes je připravován v celé zemi.

## Výroba

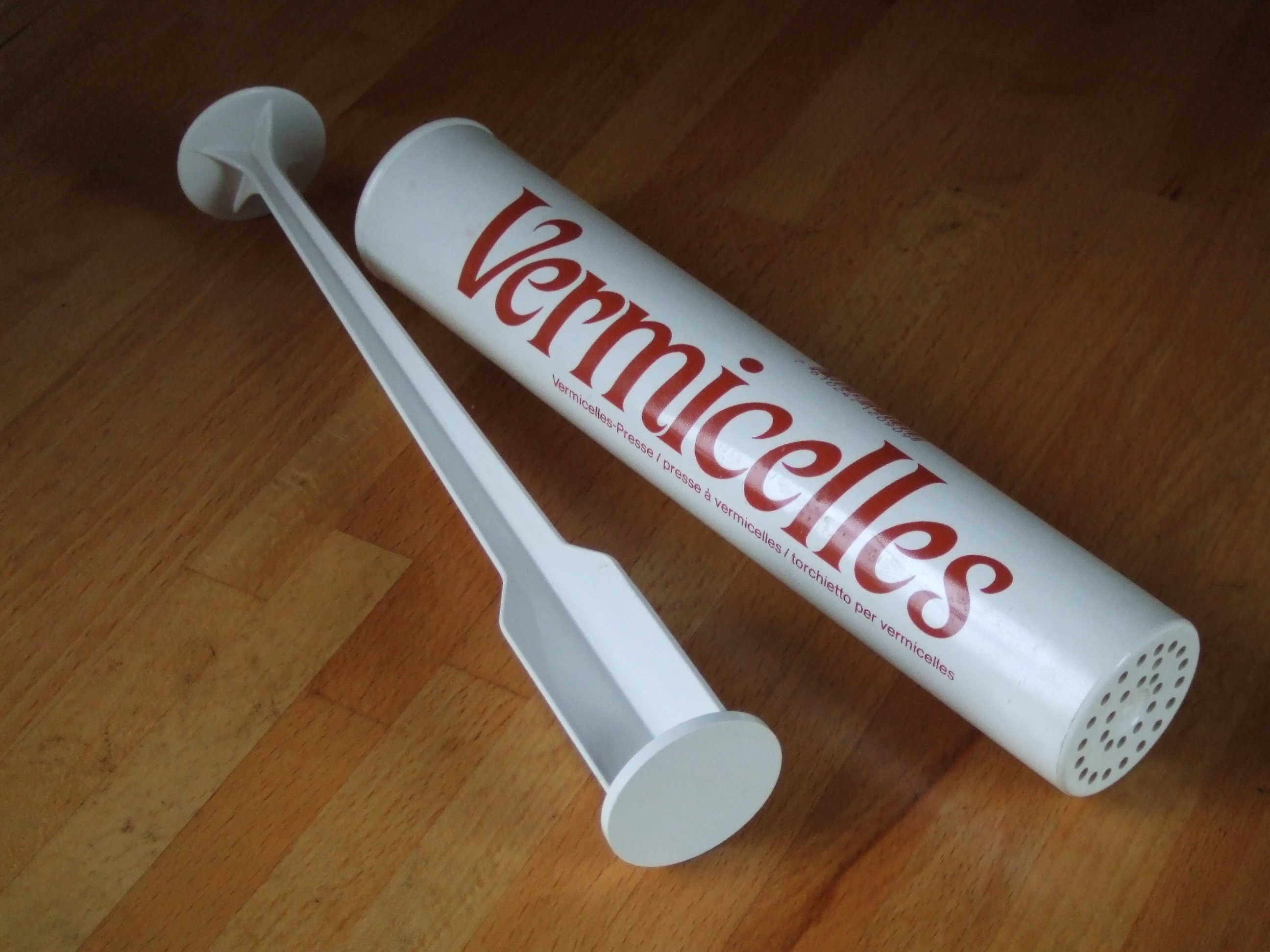
Umělohmotný lis na vermicelles

Skořápka jedlých kaštanů se nařízne a kaštany se povaří ve vodě, aby bylo možné odstranit jak samotnou skořápku, tak tenkou slupku, která kaštany obklopuje. Následně se kaštany vloží do mléka a povaří se společně s cukrem a vanilkou. Poté se vypracuje pyré. Do něj je někdy přidáván také moučkový cukr, šlehačka či máslo nebo třešňová pálenka Kirschwasser. Správně vyrobené pyré je krémové konzistence a chutná po jedlých kaštanech.
Při průmyslové výrobě pyré se požívají také další přísady, jako jsou ztužené rostlinné oleje nahrazující šlehačku či máslo, emulgátory, ochucující látky a zahušťovadla.   
Hotové pyré se naplní do cukrářské zdobící pistole a protlačí přes vhodnou šablonu (viz foto). 

## Konzumace
Vermicelle jsou velmi populární dezert, zejména v zimním období. Prakticky vždy je servírován se šlehačkou a to samotný, plněný do košíčků či na koláčky z křehkého těsta nebo je podáván se sněhovými pusinkami (meringue). K dostání je ve většině cukráren a v prodejnách typu take away (jídlo sebou) ve velkých nákupních centrech. Servírovány jsou také v každé lepší kavárně a v mnoha restauracích.
Kaštanové pyré se prodává také předpřipravené (jako polotovar) ve formě zmrazených bločků, nebo plněné v tubách či plastových obalech nebo ve střívku.